# Захон
Захон (на унгарски: Záhony, произнася се Захонь) е град в област Саболч-Сатмар-Берег, статистически регион Северен Алфьолд, източна Унгария.
Простира се на площ от 6,97 км2 има население от 4236 души (по приблизителна оценка за януари 2018 г.). Намира се в близост до границата с Украйна и преди Трианонския договор е част от комитат Унг. В града има пътен и железопътен граничен контролно-пропускателен пункт към Украйна. От другата страна на границата се намира украинския град Чоп.

## Галерия
- Мостът над река Тиса
- Подпечатан паспор от ГКПП в Захон